# 진위대 군안궤
진위대 군안궤(鎭衛隊 軍案櫃)는 서울특별시 종로구, 서울역사박물관에 있는 대한제국시대 군인명부를 보관하던 목재 상자이다. 
2018년 4월 19일 서울특별시의 유형문화재 제424호로 지정되었다.

## 지정 사유
전면의 하단에 음각된 명문으로 미루어 보아 진위대 제4연대 2대대에 소속된 군인의 이름과 거주지, 신분 등을 기록한 군인명부(軍案)를 보관하던 목재 상자이다. 진위대는 1895년(고종32년)에 설립되어 1907년까지 지방의 질서유지와 변경 수비를 담당하였던 대한제국기 최초의 근대식 지방군대였다. 본 군안궤는 1900년에서 1907년 사이에 의주 또는 평양에 주둔한 진위대에서 사용한 것으로 추정된다.
판재의 재료는 소나무이며, 장석은 구리(cu)에 아연(zn)을 합금한 황동이다. 열쇠와 자물쇠까지 함께 총4점으로 구성되어 있으며 자물쇠앞바탕과 경첩은 연화당초문이 시문되어 있다. 감잡이는 뚜껑에 14개, 몸체에 18개를 물려 상하 대칭으로 견고하게 제작하였으며, 문양은 운문에 누비주름을 조이한 형태로 고종대의 일반적인 형식이다.
군안궤의 유물이 희귀한데 자물쇠를 포함한 일습의 보존상태가 매우 양호하며, 제작 형식이 고종대의 관용 공예품의 품격에 부합될 뿐만 아니라 제작시기 및 용도가 명문을 통해 뒷받침되고 있어 역사적, 조형적, 학술적 가치가 두루 높은 유물이므로 서울시 유형문화재로 지정하여 보존할 필요가 있다.

## 조사 보고서
유물의 현황을 살펴보면, 먼저 장방형의 단정한 규모(28.5cm×42.5cm)에 높이(10cm)가 비교적 낮은 상자의 형식이다. 백골의 짜임과 장석이 조선 말기 관용 가구의 전형을 잘 나타낸다. 판재의 재료는 소나무이며, 장석은 구리(cu)에 아연(zn)을 합금한 두석(豆錫), 즉 황동을 두드려 만들었다. 백골의 두께는 비교적 얇고 평활하게 다듬었고, 몸체와 뚜껑의 운두는 결구상태를 정확히 확인할 수는 없으나 맞댐기법으로 추정된다. 뚜껑과 몸체의 안쪽에 각각 몸체와 비슷한 두께의 판재를 덧대어 턱을 만들었는데, 몸체의 안쪽 운두는 위로 약간 돌출되게, 뚜껑의 안쪽 운두는 내부로 낮게 대어 상하의 아귀를 물려 뚜껑을 견고하게 닫히도록 구성하였다.
두석장석은 단조하여 문양 시문에도 정성을 기울였다. 자물쇠앞바탕과 경첩은 연화당초문을 주문양으로 섬세하고 유려하게 조이질 하였다. 감잡이는 뚜껑에 14개, 몸체에 18개를 물려 상하 대칭으로 견고하게 제작하였으며, 문양은 운문에 누비주름을 조이한 형태로 고종대에 흔히 볼 수 있는 형식이다. 감잡이는 몸체에서 바닥에 이르기까지 판재를 잇는 결구부분에 고루 분포되어 있어 맞댐기법을 보강하려는 의도가 엿보인다.
전면의 하단에 치우쳐 “鎭衛第四聯隊第二大隊軍案” 13자가 해서체로 음각되어 있어 제작 시기와 용도 등을 파악하는데 중요한 자료가 된다. 뚜껑의 테두리에는 고대부터 귀한 물건을 보관하는 함에 보이는 사면처리가 낮은 둔각으로 적용된 점이 주목된다.
마감칠은 겉과 속이 각기 다른데, 겉면에는 생칠을 비교적 두텁게 올려 내부가 투영되는 다갈색의 옻칠광택이 잘 남아 있으며, 내부에는 석간주로 주칠을 대신하였다.
전면의 명문으로 미루어 군인의 이름과 거주지, 신분 등을 기록한 군인명부(軍案)를 보관하는 상자이며, 그 대상은 대한제국 시기 최초의 근대식 지방군대인 진위대 제4연대 제2대대에서 사용하였음을 알 수 있다. 진위대는 1895년(고종32년)에 설립되어 1907년까지 지방의 질서유지와 변경 수비를 담당하였으며, 처음에 2개 대대로 시작하여 1900년에 6개 연대로 확대되었다. 이 중 제4연대 2대대는 1900년에 평북 의주에 주둔하였으나, 이듬해인 1901년
2월 이후에 평남 평양으로 옮겨 3000명의 연대 규모 병력을 보유하였으며, 1907년에 해산되었다. 위 사실을 종합해 볼 때 이 군안궤는 1900년에서 1907년 사이에 의주 또는 평양에 주둔한 진위대에서 사용한 것으로 추정된다.
제작된 지 한 세기가 경과하였고, 사용처인 부대의 해산 등의 역사적 격절의 고비를 거쳤음에도 보존상태가 매우 양호하다. 뚜껑이 약간 휜 것을 제외하면 목재나 장석, 옻칠의 상태 등에서 결손되거나 대체된 부분이 없이 온전하게 잘 유지되었다. 특히 원형이 훼손 없이 전하기 어려운 자물쇠 역시 제작 당시의 원형 그대로 완전하게 남아 있다.
군안궤의 유물이 매우 희귀하고, 본 유물의 제작 수준 및 보존상태가 양호하며, 제작 형식이 고종대의 관용 공예품의 품격에 부합된다. 뿐만 아니라 제작시기 및 용도가 명문을 통해 뒷받침되고 있어 역사적, 조형적, 학술적 가치가 두루 높다고 평가되므로 문화재로 지정하여 보호할 필요가 절실하다고 판단된다.

## 갤러리

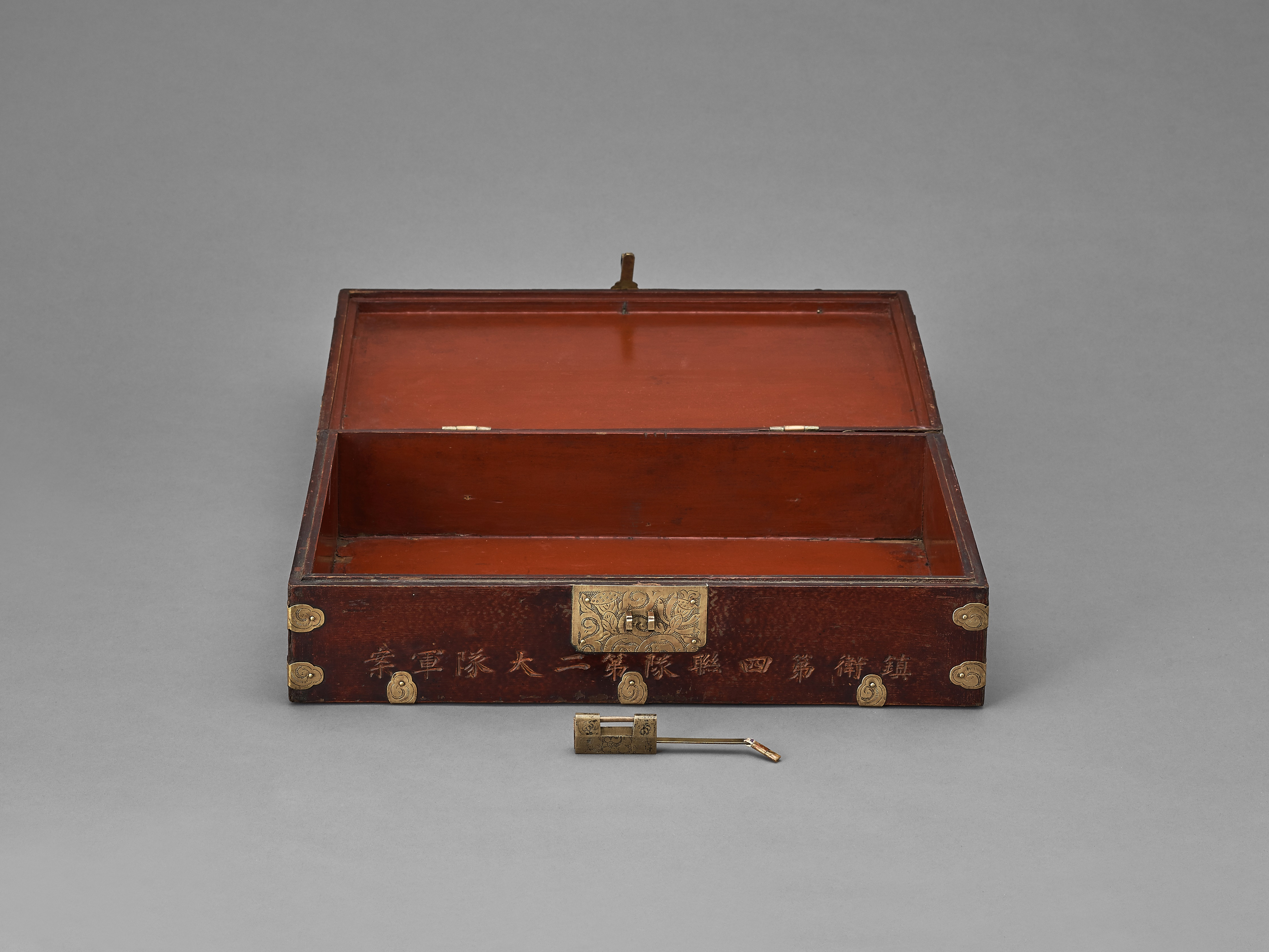

## 참고 문헌
- 진위대 군안궤 - 국가유산청 국가유산포털